# Fixació externa

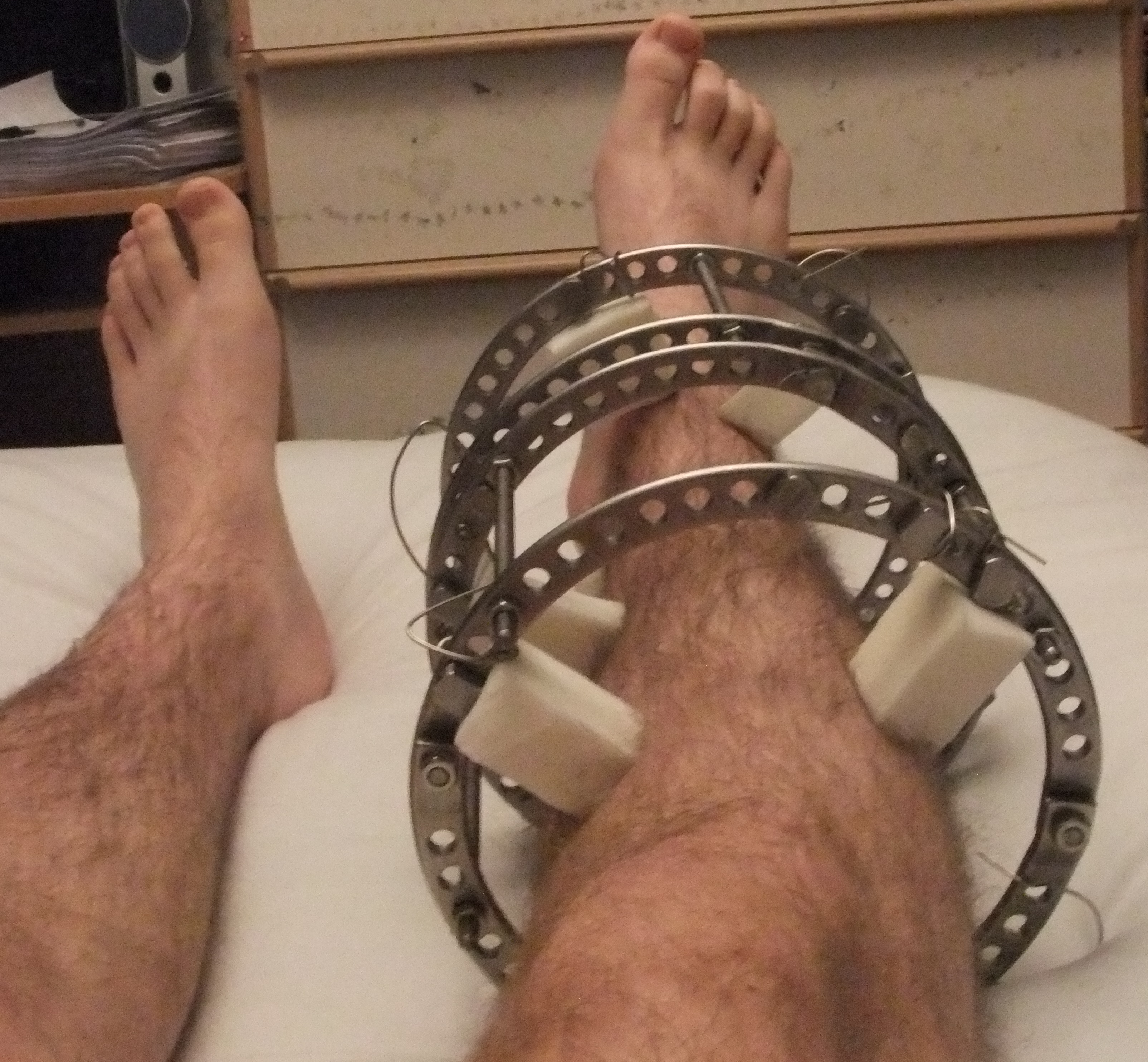
Aparell d'Ilizarov per fixar una cama amb fractura de tíbia i peroné

La fixació externa és un tractament quirúrgic en què les varetes es cargolen a l'os i surten del cos per unir-les a una estructura estabilitzadora a l'exterior del cos. És una alternativa a la fixació interna, on els components que s'utilitzen per proporcionar estabilitat es col·loquen completament dins del cos del pacient. S'utilitza per estabilitzar els ossos i els teixits tous a una distància del focus operatiu o de la lesió. Proporcionen accés sense obstacles a les estructures esquelètiques i de teixits tous pertinents per a la seva avaluació inicial i també a les intervencions secundàries necessàries per restaurar la continuïtat òssia i una cobertura funcional de teixits tous.

## Indicacions
- Estabilització de fractures obertes greus.
- Estabilització de no unions infectades.
- Correcció de desalineacions de les extremitats i discrepàncies de longitud. Procediments d'allargament de membres.
- Estabilització inicial de teixits tous i alteració òssia en pacients amb traumatismes (ortopèdia de control de danys)
- Fractura tancades o obertes amb lesions greus de teixits tous associats.
- Fractures greument commutes i/o inestables.
- Estabilització transarticular temporal de lesions greus de teixits tous i lligaments.
- Interrupcions de l'anell pelvià, fractures acetabulars i pelvianes.
- Determinades fractures pediàtriques.
- Artròdesi.
- Ligamentotaxi.
- Osteotomies.
- Fractures associades a dèficits ossis.
- Fractures associades a infecció o sense unió.
- Lesions greus de teixits tous (per exemple, cremades).